# Liste der Baudenkmale in Pantelitz
In der Liste der Baudenkmale in Pantelitz sind alle Baudenkmale der Gemeinde Pantelitz im Landkreis Vorpommern-Rügen und ihrer Ortsteile aufgelistet. Grundlage ist die Veröffentlichung der Denkmalliste des Landkreises Vorpommern-Rügen, Auszug aus der Kreisdenkmalliste vom Juli 2012.

## Gemeinde Pantelitz
| ID   | Lage                             | Bezeichnung                       | Beschreibung                                                                 | Bild |
| ---- | -------------------------------- | --------------------------------- | ---------------------------------------------------------------------------- | ---- |
| 675B | Ausbau 1                         | Bahnhof (Wohnhaus)                |                                                                              |      |
| 675A | Pantelitz-Hauptstraße 16 (Karte) | Bahnhof (Wohnhaus)                |                                                                              |      |
| 676  | Pantelitz-Hauptstraße 25 (Karte) | ehemalige Schule mit Nebengebäude |                                                                              |      |
| 677A | Schwarzer Weg (Karte)            | Gutshaus und Park                 | Gut 1928 aufgesiedelt, Gutsanlage teilweise erhalten                         |      |
| 677B | Schwarzer Weg                    | Gutshaus und Park                 | Landschaftspark in Resten erhalten                                           |      |
| 677C | Schwarzer Weg                    | Gutshaus                          | Spätklassizistisches, 2-gesch., 16-achs. unsanierter Putzbau, Umbau um 1850. |      |

## Pütte
| ID  | Lage                        | Bezeichnung                                                                                          | Beschreibung | Bild           |
| --- | --------------------------- | --- | --- | -------------- |
| 813 | Im Dorfe (Friedhof) (Karte) | Kriegerdenkmal 1./2. Weltkrieg                                                                       | |                |
| 809 | Pütte-Dorfstraße 15 (Karte) | Pfarrhaus mit Stall                                                                                  | |                |
| 810 | Pütte-Dorfstraße 19 (Karte) | Wohnhaus                                                                                             | |                |
| 811 | Pütte-Dorfstraße 20 (Karte) | ehemaliges Pfarrwitwenhaus                                                                           | |                |
| 812 | Pütte-Dorfstraße 9 (Karte)  | Kirche mit Friedhof, Backsteinmauer, Grabstele Ch. Rossow geb. Arndt, 5 steinerne Grabkreuze 19. Jh. | Gotische, dreischiffige, dreijochige Backsteinkirche mit Feldsteinunterbau vom 13. Jahrhundert, Gewölbe von 1866; einjochiger Chor; Westturm vom 15. Jh. mit Dreiecksgiebel und 8-seitigem, neugotischem Helm; Altarplatte aus der Bauzeit, mittelalterlicher Taufstein, neugotisch sind Kanzelaltar, Emporen und Gestühl von 1866. | Weitere Bilder |

## Quelle
- Denkmalliste des Landkreises Vorpommern-Rügen